# Tunga trimamillata
Tunga trimamillata (лат.) — вид блох из семейства Tungidae. Южная Америка: Бразилия, Перу, Эквадор.

## Описание
Паразиты различных видов млекопитающих, среди хозяев: коза домашняя (Capra hircus); корова (Bos taurus); свинья (Sus scrofa); овца (Ovis aries; копытные); человек (Homo sapiens).
Размер неосом (гипертрофированных самок; длина, ширина, высота): 12×5×5 мм.